# Петър Григоров
Петър Иванов Григоров е български журналист, деец на БКП, съветски разузнавач.

## Биография
Роден е на 10 ноември 1891 г. в град Трън. Участва в Първата световна война като офицерски кандидат в Двадесет и пети пехотен драгомански полк. За бойни отличия във войната със Сърбия през 1915 г. е награден с военен орден „За храброст“, ІІ степен. След войната става член на БКП. Завършва Юридическия факултет на Софийския университет. Взема участие в Септемврийското въстание. След неговия неуспех участва в подготовката на друго. Емигрира във Франция през 1925 г. Остава там до 1928 г. В периода 1928 – 1931 г. живее в Германия. През 1931 г. се завръща отново в България, където остава до 1933 г. В страната е член на групата за съдействие на задграничното ръководство на БКП. От 1930 до 1933 г. е сътрудник на Иван Винаров в Австрия, като изпълнява задачи в Берлин, Прага, Виена и Острава. По време на Лайпцигския процес пристига в Германия, за да защитава Георги Димитров, Благой Попов и Васил Танев, но е изгонен от страната. Записва журналистика в Берн и завършва през 1936 г. По това време организира кампания в защита на подсъдимите в страната. От 1936 до 1937 г. отново изпълнява разузнавателни задачи във Франция. След това е изпратен със специална мисия в САЩ. Там издава сп. „Съзнание“ и в. „Народна воля“.
Завръща се в България през 1946 г. и е назначен за началник на канцеларията на Георги Димитров. По-късно е посланик във Виетнам (1956) и Щвейцария (1957 – 1960). Умира на 24 януари 1962 г. в София.
Награждаван е с орден „Народна република България“ III ст. (1959).